# Psicoterapia Dinámica Humanista
La Psicoterapia Dinámica Humanista ayuda a comprender el pasado para transformar el presente desde una visión humanista, además de utilizar herramientas modernas de las llamadas Terapias de Tercera Generación. En otras palabras, observa y comprende a la persona desde diferentes dimensiones o niveles de análisis y actuación buscando el bienestar, la felicidad y la plenitud del individuo atendido. El terapeuta cree y confía en el potencial del paciente, por ello, explora en el pasado y presente, las raíces de los problemas y desafíos actuales por conquistar, destacando la intervención en el Aquí y el Ahora, considerando y sumando el Allá y Entonces desde un enfoque humanista, holístico, integral. Partiendo de estos niveles o dimensiones de análisis, y conscientes de la complejidad que ello implica, pero siempre buscando el bienestar del paciente, pone en práctica estrategias y herramientas de las terapias de la tercera generación. Este enfoque pragmático reconoce que las personas que acuden por ayuda a una terapia psicológica pueden avanzar en la clarificación y solución de sus conflictos, en el aprendizaje y puesta en práctica de diferentes herramientas y estrategias terapéuticas de forma diferenciada y personalizada. Un poco como diría Milton H. Erickson, para cada persona debe haber "una psicoterapia hecha a la medida". La persona va primero, no la teoría. Se trata de construir el abordaje terapéutico a partir de la realidad y las particularidades psicosociales del individuo.
En el contexto de la creación de la Psicoterapia Dinámica humanista, la orientación dinámica terapéutica hace referencia directa al psicoanálisis. En este sentido se trabaja de acuerdo a los postulados del psicoanalista alemán Erich Fromm, quien residió en México desde 1949 hasta 1974, tiempo en el que trabajo para la Facultad de Medicina de la Universidad Autónoma de México, UNAM. Durante su estancia en México, Fromm fue una figura central en el desarrollo del psicoanálisis humanista en el país y jugó un papel fundamental en la formación del primer grupo de psicoanalistas en México, lo que eventualmente llevó a la fundación de la Sociedad Mexicana de Psicoanálisis en 1956. La práctica y la enseñanza del psicoanálisis fueron impulsadas por Fromm en 1950, y un grupo de médicos se acercó a él para recibir análisis y formación psicoanalítica. De este grupo surgiría la Sociedad Mexicana de Psicoanálisis en 1956. El pensamiento de Fromm se divulgaba en el gremio psiquiátrico latinoamericano gracias a las actividades de sus discípulos mexicanos. Roberto Amador, junto con otros como Raúl González Enríquez y Alfonso Millán, fueron reconocidos discípulos de Fromm que tuvieron un papel activo en la difusión y aplicación de sus ideas. En la actualidad, el psicólogo Ramón Tinoco Sánchez (UNAM, 1983-1987), discípulo de Roberto Amador, quien perteneció a aquella primara generación de médicos-psiquiatras formados por Fromm, labora ahora en www.psicoterapiahumanista.com,mx 
La primera generación de psicoanalistas frommianos en la década de 1950 impulsó trabajos de campo, como el análisis psicológico del estudiante universitario. En estos estudios, se empleó la caracterología psicoanalítica desarrollada por Fromm como una nueva herramienta conceptual. El psicoanalista alemán desarrolló una caracterología psicoanalítica que se diferencia de la freudiana ortodoxa al centrarse menos en las pulsiones biológicas y más en las orientaciones de carácter que surgen de la interacción entre las necesidades humanas fundamentales y las condiciones socioeconómicas y culturales. Para Fromm, el carácter es la forma relativamente fija en que la energía psíquica se canaliza en el proceso de la vida, es decir, cómo el individuo se relaciona con el mundo y consigo mismo.
Erich Fromm consideró a la sociedad industrial como enferma, por ello propuso un psicoanálisis humanista para buscar la felicidad y la plenitud en el ser humano. El psicoanalista alemán no se equivoco. En la actualidad, en nuestra sociedad, el hashtags mas utilizado para buscar ayuda psicológica o psicoterapia es #SaludMental o #BienestarEmocional Fromm consideró que los triunfos materiales, las máquinas potentes -en la actualidad diríamos, la IA- se han convertido, a lo largo del tiempo, en la guía cotidiana, en "fuente de sus normas y juicios de valor." En contraposición, afirma que "La razón humana, y ella sola, puede elaborar normas éticas válidas... La gran tradición de la Ética Humanista nos ha legado los fundamentos de sistemas de valor basados en la autonomía y en la razón del hombre." Por ello, es una certeza actual que la Psicoterapia Humanista o la Psicoterapia Dinámica humanista pueda dar respuesta a las necesidades de salud mental o apoyo psicológico a los hombres y mujeres de nuestro tiempo.